# John Cheyne
John Cheyne, född 3 februari 1777 i Leith, död 31 januari 1836 i Buckinghamshire, var en brittisk läkare.
Cheyne blev medicine doktor 1795, professor i praktisk medicin vid kirurgiska institutet i Dublin från omkring 1809, och var generalläkare vid armén i Irland från 1820. Cheyne är känd som en av upptäckarna av Cheyne–Stokes andning.